# W-League
W-League – piłkarskie rozgrywki kobiet na najwyższym szczeblu w Australii organizowane i zarządzana przez Football Federation Australia. Rozgrywki zostały założone w 2008 roku i występuje w nich dziewięć drużyn.
W latach 1996–2004 rozgrywki kobiece w Australii były organizowane przez Australian Womens Soccer Association (AWSA). Kluby kobiece występowały w lidze Women's National Soccer League. W 2005 roku federację AWSA weszła w skład FFA. W 2007 roku reprezentacja Australii kobiet awansowała do ćwierćfinału mistrzostw świata. W opinii trenera kadry narodowej Toma Sermanni utworzenie profesjonalnej ligi kobiecej byłyby istotne w celu dalszego rozwoju tej dyscypliny w Australii. Rozgrywki W-League zostały założone przez FFA w 2008 roku.

## Kluby
- Adelaide United FC
- Brisbane Roar FC
- Canberra United FC
- Melbourne City FC
- Melbourne Victory FC
- Newcastle United Jets FC
- Perth Glory FC
- Sydney FC
- Western Sydney Wanderers FC

## Triumfatorzy rozgrywek W-League
| Sezon     | Sezon zasadniczy     | Mistrz               |
| --------- | -------------------- | -------------------- |
| 2008/2009 | Queensland Roar FC   | Queensland Roar FC   |
| 2009      | Sydney FC            | Sydney FC            |
| 2010/2011 | Sydney FC            | Brisbane Roar FC     |
| 2011/2012 | Canberra United FC   | Canberra United FC   |
| 2012/2013 | Brisbane Roar FC     | Sydney FC            |
| 2013/2014 | Canberra United FC   | Melbourne Victory FC |
| 2014      | Perth Glory FC       | Canberra United FC   |
| 2015/2016 | Melbourne City FC    | Melbourne City FC    |
| 2016/2017 | Canberra United FC   | Melbourne City FC    |
| 2017/2018 | Brisbane Roar FC     | Melbourne City FC    |
| 2018/2019 | Melbourne Victory FC | Sydney FC            |
| 2019/2020 | Melbourne City FC    | Melbourne City FC    |